# Клан Грірсон

Гребінь клану Грірсон.

Герб вождів клану Грірсон.

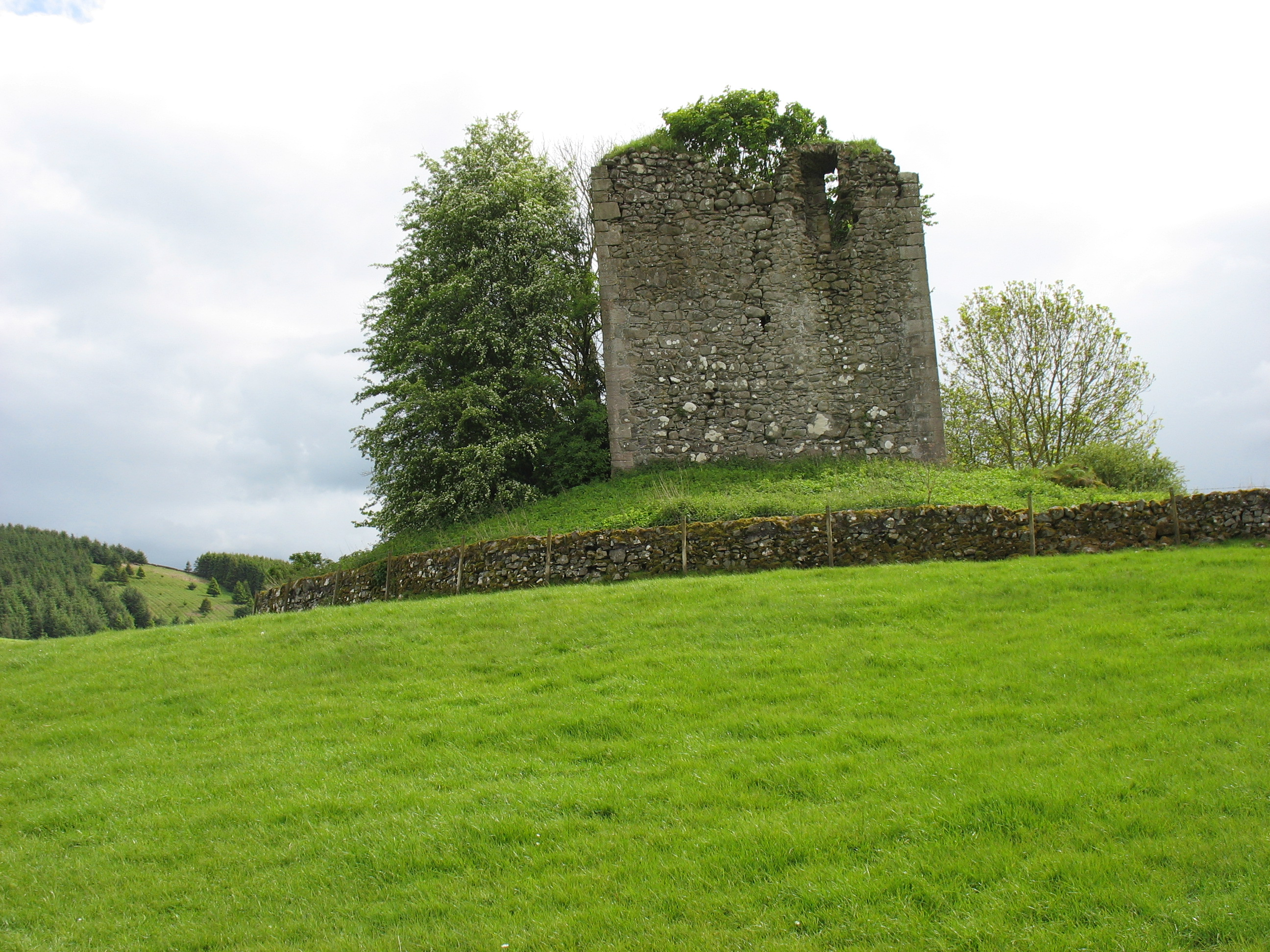
Руїни замку Лаг.

Клан Грірсон (шотл. — Clan Grierson) — один з кланів рівнинної частини Шотландії — Лоуленду.
Гасло клану: Hoc securior — Це безпека (лат.)
Землі клану: Дамфрісшир (шотл. — Dumfriesshire)
Символ клану: квіти дзвіночка круглолистого (Campanula rotundifolia) — символізує смиренність, стійкість, подяку, вічну любов.
Вождь клану: Сара Грірсон Лаг (шотл. — Sarah Grierson Lag) — перша жінка на посаді вождя клану Грірсон.
Історична резиденція: Замок Лаг (шотл. — Lag Tower)

## Історія клану Грірсон

### Походження клану Грірсон
Вважається, що назва клану Грірсон походить від імені Грегор. Ім'я Грегор походить від грецького слова «пильний». Прийшло в Шотландію через латинську мову у формі Грегоріус (лат. — gregorious). Це ім'я було популярним серед монахів та священиків у середньовічній Шотландії. Є припущення, що клан Грірсон якось споріднений з кланом МакГрегор, але історики заперечують це. Назва клану Грірсон це варіант назви Грерсон (гельск. — Grerson), що закріпилася після 1408 року.
У 1408 році клан Грірсон придбав землі Лаг, що стали основною резиденцією вождів клану Грірсон. У 1420 році Гілберт Грірсон вказується як зброєносец графа Дугласа. Гілберт Грірсон одружився з Джанет — дочкою сера Саймона Глендіннінга (гельск. — Sir Simon Glendinning), чия мати була Мері Дуглас — дочка IV графа Дугласа і принцеси Маргарет. Ця спорідненість з королями відобразилась на долі клану Грірсон. У 1460 році вождь клану Грірсон — Ведаст Грірсон (гельск. — Vedast Grierson) збудував міцний замок Лаг.

### XV—XVI століття
Син Ведаста Грірсона — Роджер отримав від короля Шотландії грамоту у 1473 році, що підтверджувала його права на володіння землями. Роджер Грірсон був вбитий під час битви під Саухібурн (шотл. — Sauchieburn) у 1488 році. Лерди Грірсон Лаг брали участь у битві під Флодден у 1513 році під прапорами короля Шотландії Джеймса IV. Їх спіткала така ж доля, що і короля.
Під час війн XVI століття клан Грірсон підтримав Джеймса VI у боротьбі між католичкою королевою Марією Стюарт та лордами-протестантами.
Вождь клану Грірсон був союзником сильного клану Максвелл і об'єднався з цим кланом у війні проти клану Джонстон у битві під Драйф-Сендс у 1593 році.

### XVII—XVIII століття
Вождь клану Грірсон — Вільям Грірсон Лаг був посвячений у лицарі королем Шотландії та Англії Джеймсом VI у 1608 році. Його син — сер Роберт Грірсон. Йому успадковував його двоюрідний брат — інший Роберта Грірсон. Це Роберт Грірсон став І баронетом Лаг. Цей Роберт Грірсон в той час зробив ім'я Грірсон синонімом жаху і смерті на всьому півдні і заході Шотландії з його переслідування ковенанторів під час правління короля Шотландії Джеймса VII. Він отримав титул баронета Нової Шотландії в березні 1685 року. У тому ж році він здивував всіх своїм брутальним порушенням законів — під час сутичок на релігійному ґрунті в Кірконнел було вбито багато ковенанторів і Грірсон Лаг заборонив похорон цих людей. Це принесло йому в Шотландії вкрай погану репутацію. Серед вбитих ковенанторів був і Джон Белл Вайтсайд. Вітчим Джона Белла Вайтсайда — віконт Кенмур був з Джоном Гремом в Клаверхаусі, коли вони зітнулися з сером Робертом Грірсоном і між ними спалахнула сварка. Віконт Кенмур вихопив меч, але господар Клаверхауса відрадив його від поєдинку.
Кенмур уклав союз з кланом Дуглас, з герцогом Квінсберрі (шотл. — Queensberry), одружившись з сестрою герцога — леді Генрієттою Дуглас. Клан Грірсон та його вождь Роберт не підтримали «Славної революції» і вважали Вільгельма Оранського і його дружину Марію узурпаторами. У 1689 році сер Роберт Грірсон був заарештований і був за ґратами доти, доки не була внесена велика грошова порука. Він був пізніше знову кинутий у в'язницю ще двічі, у тому числі його звинуватили в підробці грошей, але потім з нього зняли всі звинувачення. Він помер у 1736 році, але був забезпечений безсмертям в романі Вальтера Скотта «Редгантлет» (шотл. — Redgauntlet). На посаді вождя клану його змінив його син — сер Вільям Грірсон — ІІ баронета Лаг, що помер всього через чотири роки і його в свою чергу змінив його брата — сер Гілберт Грірсон. Його син — Вільям Грірсон був близьким другом письменника сера Вальтера Скотта.

### XIX—XX століття
Старший син Вільяма — Томас Грірсон був солдатом, що відзначився при облозі Делі в 1857 році, але помер від ран, отриманих там. Сер Олександр Грірсон — VIII баронет Лаг служив у 78-му полку горян Россширу.
Під час Першої світової війни сер Роберт Грірсон — Х баронет Лаг служив в королівській шотландській гвардії. На той час більшість земель кланом Грірсоном була втрачена, хоча руїни замку Лаг все ще стоять і сьогодні.
Джордж Авраам Грірсон був видатний лінгвістом, що присвятив більшу частину свого життя вивченню діалектів і мов Індії. Джон Грірсон відомий як батько британського документального кінематографу.